# مریدیانا
مریدیانا (به انگلیسی: Meridiana) یک شرکت هواپیمایی با کد یاتا IG است که در تاریخ ۲۹ مارس ۱۹۶۳ میلادی تأسیس شده و در تاریخ ۱۹۶۴ فعالیتش را آغاز کرده‌است.
دفتر مرکزی مریدیانا در البیا، ایتالیا واقع شده‌است و قطب این شرکت هواپیمایی در فرودگاه اولبیا - کاستا اسمرالدا قرار دارد و به ۵۱ مقصد، پرواز مستقیم انجام می‌دهد.

## ناوگان هوایی

### ناوگان کنونی

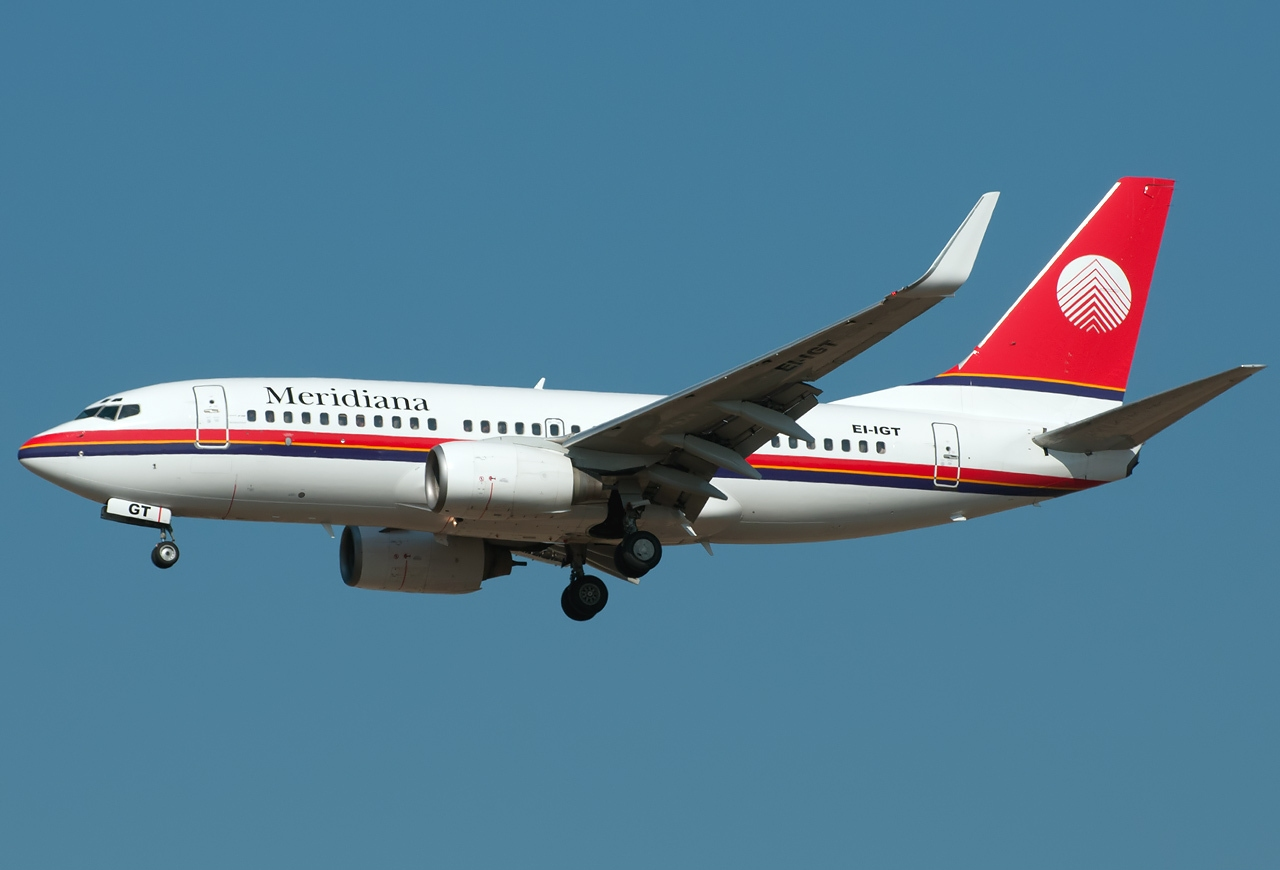
یک فروند بوئینگ ۷۳۷ نسل بعدی مریدیانا.

ناوگان هوایی مریدیانا به شرح زیر است (ژوئیه ۲۰۱۵):

### ناوگان پیشین

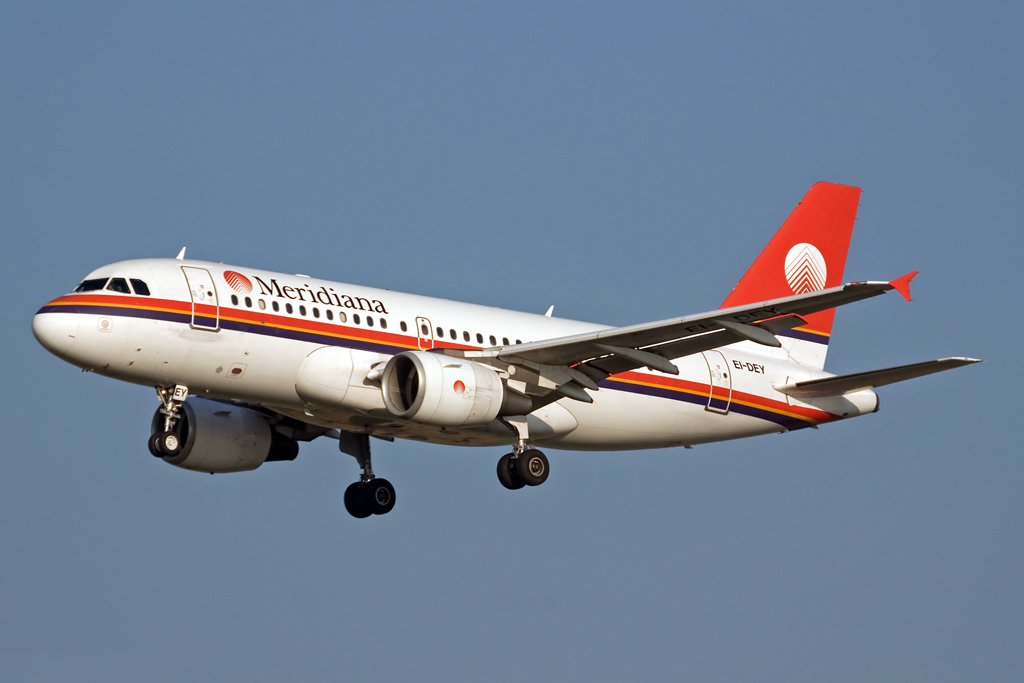
یک فروند خانواده ایرباس ای۳۲۰ پیشین مریدیانا.